# ماهیچه‌آماس
التهاب یا برآمدگی ماهیچه‌های ارادی را ماهیچه‌آماس یا میوزیت (انگلیسی: Myositis) می‌گویند. زخم، داروها، عفونت یا اختلال‌های ایمنی بدن می‌توانند باعث ماهیچه‌آماس شوند.
اگر یک نوع ویروس باعث ابتلا به ماهیچه‌آماس شود، معمولاً سایر علائم عفونت ویروسی نیز دیده می‌شوند مثل آبریزش بینی، تب، سرفه، گلودرد، تهوع و اسهال. امّا علائم عفونت ویروسی، چند روز یا چند هفته قبل از شروع علائم ماهیچه‌آماس، از بین می‌روند.
التهاب تعداد زیادی از عضلات را چندماهیچه‌آماس یا پلی‌میوزیت می‌گویند.